# The Next Generation (film 1913)
The Next Generation è un cortometraggio muto del 1913 diretto da L. Rogers Lytton.

## Produzione
Il film fu prodotto dalla Vitagraph Company of America.

## Distribuzione
Distribuito dalla General Film Company, il film - un cortometraggio in due bobine - uscì nelle sale cinematografiche statunitensi il 25 ottobre 1913. Ne venne fatta una riedizione, distribuita dalla Favorite Films il 21 gennaio 1918.